# Spitzmauer
Spitzmauer – drugi co do wysokości szczyt Totes Gebirge, części Północnych Alp Wapiennych. Leży w Austrii w kraju związkowym Górna Austria. Szczyt można zdobyć ze schroniska Prielschutzhaus.

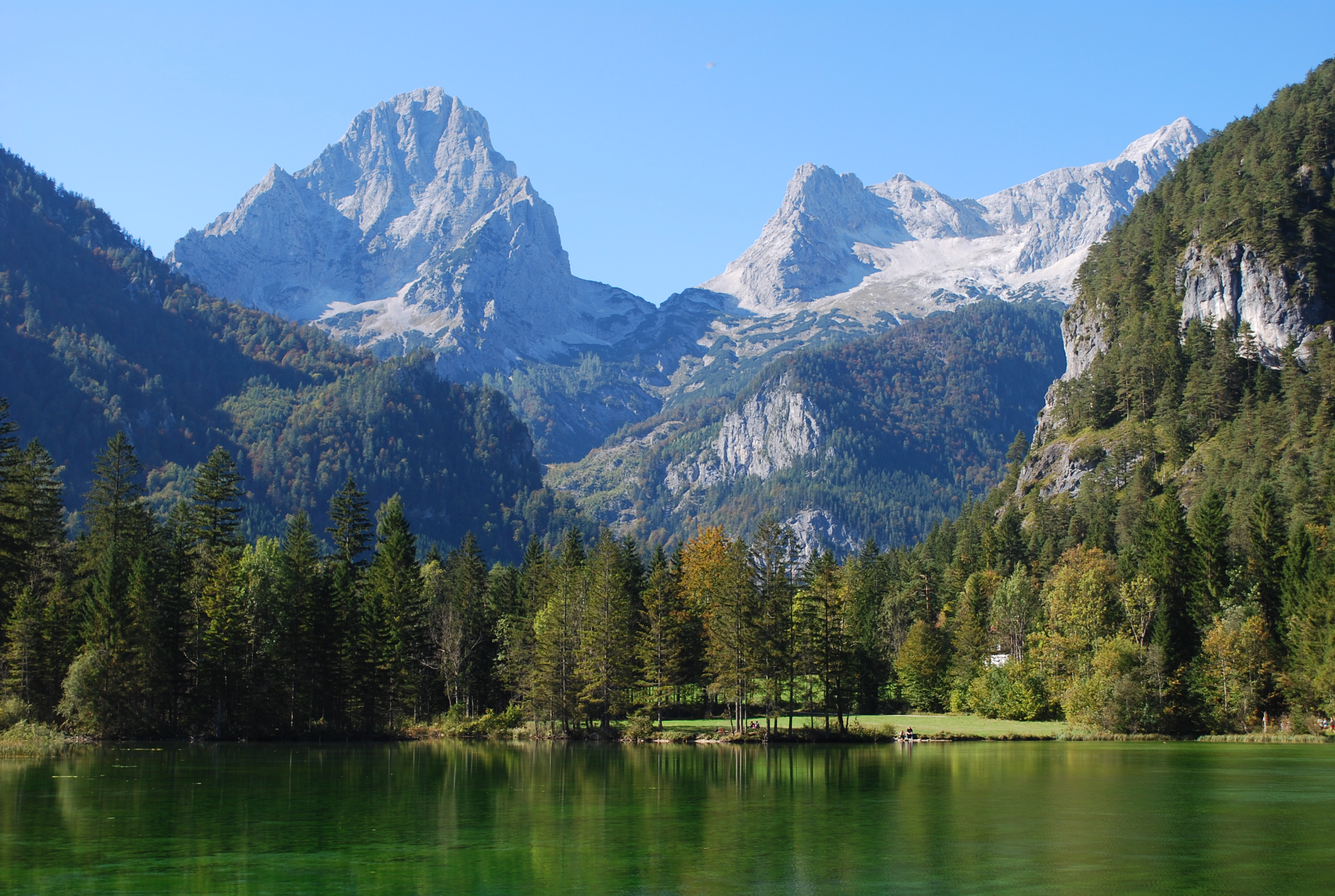
Spitzmauer, Großer Priel